# Геннадий (Енэчану)
Епи́скоп Генна́дий (рум. Episcopul Ghenadie, в миру Георге Енэчану, рум. Gheorghe Enăcescu; 6 февраля 1835, Яссы, Молдавское княжество — 14 июня 1898, Неаполь, Италия) — епископ Румынской православной церкви, епископ Рымникский и Новосеверинский, церковный историк.

## Биография
Родился 6 февраля 1835 года в семье диакона. Осиротев после смерти обоих родителей, обучался в национальной школе при монастыре Трёх святителей в Яссах. В 1849—1854 годы учился в Сокольской духовной семинарии. В 1855—1856 годы преподавал в Сокольской духовной семинарии. В 1856 года в Монастыре Сокола был пострижен в монашество с наречением имени Геннадий.
В 1856—1859 годы продолжил обучение в греческой Богословской школе на острове Халки. В 1860—1861 годы вновь преподавал в Сокольской духовной семинарии. В 1861 году поступил в Киевскую духовную академию, которую окончил в 1865 году со степенью кандидата богословия.
В 1866 годы преподавал в Сокольской духовной семинарии. В 1867—1896 годы преподавал в Центральной духовной семинарии в Бухаресте. В 1873—1877 годы также был преподавателем и директором духовной семинарии «Нифон» в Бухаресте. В 1874—1886 годы также членом редакционного совета журнала «Biserica Ortodoxă Română».
В 1876 году был рукоположён во иерея и возведён в чин протосинкелла. D 1881 году возведён в сан архимандрита. В 1881—1883 годы был преподавателем на Богословском факультете в Бухаресте. В 1882—1886 годы был директором церковной типографии. В 1884—1886 годы был деканом факультета и преподавателем Всемирной церковной истории на этом же факультете.
2 февраля 1885 года был хиротонисан во епископа Крайовского. В ноябре 1886 года был избран епископом Рымникским и Новосеверинским. 10 декабря того же года состоялась его интронизация.
Напряжённые труды сказались на его здоровье, и в декабре 1897 года он отправился на лечение в Италию, где и скончался 14 июля 1898 года. Останки епископ Геннадия были перевезены в Румынию и захоронены в резиденции Рымникской епископии.

## Историк
Занимался исследованиями по истории православия в Румынии. «Христианство в Дакии и крещение румын» (1878) — наиболее полное его сочинение о распространении христианства среди румын вплоть до основания Дунайских княжеств. Написал первую монографию о митрополите Петре (Могиле) (1882). Во время работы в бухарестской духовной семинарии создал несколько учебников: двухтомные «Основы философии» (Principii de filosofie; 1868—1869) и «История философии» (Istoria filosofiei dupre Albert Suegler; 1869—1873) и другие, подготовил сочинение по патристике (Patristica sau studiul istoric asupra Părinţilor bisericeşti; 1878). Исследовал старопечатные румынские Евангелия, опубликовал рукописи XVII века.
Заметки о епархиальных приходах, которые Геннадий посещал как епископ, составили историческое описание Рымникской епархии. Многие труды епископ Геннадия сохранились в рукописях в библиотеке Академии Наук Румынии.